# Saint-Rémy-des-Landes
Saint-Rémy-des-Landes település Franciaországban, Manche megyében. Lakosainak száma 214 fő (2018. január 1.). Saint-Rémy-des-Landes Denneville, Baudreville és Surville községekkel határos.

## Népesség
A település népessége az elmúlt években az alábbi módon változott:
| Lakosok száma | 287  | 275  | 208  | 223  | 216  | 211  | 207  | 211  | 215  | 214  |
|               | 1962 | 1968 | 1982 | 1990 | 1999 | 2008 | 2011 | 2013 | 2017 | 2018 |